# Musée des minéraux, roches et fossiles des Ardennes
Le Musée des minéraux, roches et fossiles des Ardennes, implanté  à Bogny-sur-Meuse, a été créé en juin 1990 par l'Association Minéralogique et Paléontologique de Bogny-sur-Meuse (AMPB), association sans but lucratif qui en assure la gestion et l'animation.

## Description
Le musée est disposé sur deux étages : le rez-de-chaussée est consacré aux Ardennes et le premier étage présente à travers un parcours didactique des minéraux et fossiles provenant du monde entier.

### Salles Ardennes
Ces cinq salles sont situées au rez-de-chaussée.
Salle 1
- Coupes des terrains ardennais,  roches et exposition consacrée à l'exploitation de l'ardoise.

Salle 2
- Minéralogie : quartz, dolomie, fluorine, calcite, pyrite, gypse.

Salle 3
- Faune fossile de la Réserve naturelle nationale de Vireux-Molhain, spécimens de trilobites, géologie des autres sites de la réserve.

Salles 4 et 5
- Paléontologie des Ardennes : fossiles provenant de gisements disparus.
- Faune des argiles à minerai de fer de l'Oxfordien, collections d'oursins de l'Oxfordien moyen, ammonites nacrées de l'Albien, une vertèbre d'un  dinosaure ardennais (Cetiosaurus)[1].

### Salles Monde
Les quatre salles du premier étage sont consacrées aux minéraux et fossiles de toute la France et du monde.
Salle 1
- Exposition thématique La calcite dans le monde.

Salle 2
- Minéraux de toute la France et du monde : or natif, cristal de roche, fluorine, baryte, améthyste et calcite.

Salles 3 et 4
- Fossiles de toute la Terre, présentés suivant l'échelle des temps géologiques :
  - Primaire : trilobites ;
  - Secondaire : ammonites, oursins, empreintes de pas de dinosaures ;
  - Tertiaire : poissons fossiles ;
  - Quaternaire : ossements de mammouths[1].

## Minéraux fluorescents
Une vitrine présente la réaction colorée (fluorescence) de divers minéraux soumis aux rayonnements ultraviolets.

## Espace coquillages
Un espace présentant des coquillages actuels des mers tropicales est situé à proximité des salles 1 et 3.